# Neorruralismo

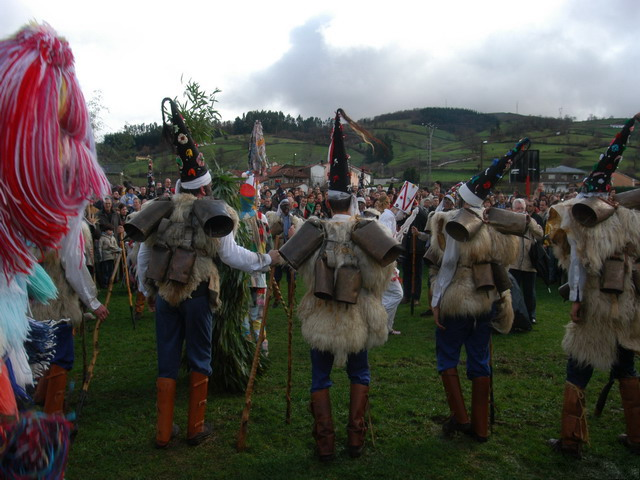
El neorruralismo es una vía para impedir el despoblamiento del campo y que en muchos casos favorece el mantenimiento de las tradiciones y el impulso y dinamismo en áreas rurales con población envejecida. Fiesta de La Vijanera en Silió (Cantabria).

El neorruralismo es un fenómeno de migración desde las áreas urbanas a zonas rurales iniciado en la década de 1960 en Europa occidental y Norteamérica al abrigo, en un principio, de los movimientos contraculturales y de Mayo del 68. Esta emigración no tiene causas económicas, sino la búsqueda de entornos libres, tranquilos, menos contaminados y con una cierta calidad paisajística. Después de dos décadas muchos de estos nuevos habitantes regresaron a la ciudad.  Ya en la década de los 80 se inicia otro retorno rural. Esta vez con una convicción de que la vida en el campo es mejor que en las ciudades. La mejora de las comunicaciones y el avance de las nuevas tecnologías en las últimas décadas ha mejorado la calidad de vida en el mundo rural y ha ayudado a incrementar este fenómeno de la vuelta a las zonas rurales. 
Aunque las personas que ejercen esta emigración son de muy variado tipo, destacan gente joven, con hijos y que provienen de áreas urbanas y desean vivir en el campo. Se pueden clasificar en cinco grupos  al que se le puede añadir un sexto con una mayor convicción ambientalista:
- Personas con poco interés en las actividades agrarias que se aíslan de la población rural local y a menudo se desplazan a una zona urbana cercana para trabajar.
- Gente también con escaso interés en las actividades agrarias, pero que realiza en los pueblos próximos las mismas tareas que haría en las zonas urbanas de origen. Su principal interés a la hora de vivir en el campo es estar cerca de la naturaleza.
- Personas con actitudes similares al grupo 2, pero con la diferencia de que estas tiene interés por integrarse en la vida social de la localidad rural.
- Individuos atraídos por la vida rural que ejercen actividades de carácter rural sin pretensión de rentabilidad.
- Personas con fuertes intenciones de desarrollar una vida rural y que practican una actividad agraria, artesanal o de servicios con el deseo de encontrar una rentabilidad comercial.
- Buscadores de la llamada vida sencilla o simpatizantes ecologistas que van al campo partiendo de una crítica a la sociedad en la ciudad, y en ocasiones con el objetivo de regenerar la sociedad revirtiendo la dinámica de la urbanización y recuperando prácticas rurales consideradas sostenibles ambiental y socialmente. Son referentes para estas neorruralistas personas como Henry David Thoreau y Aldo Leopold.

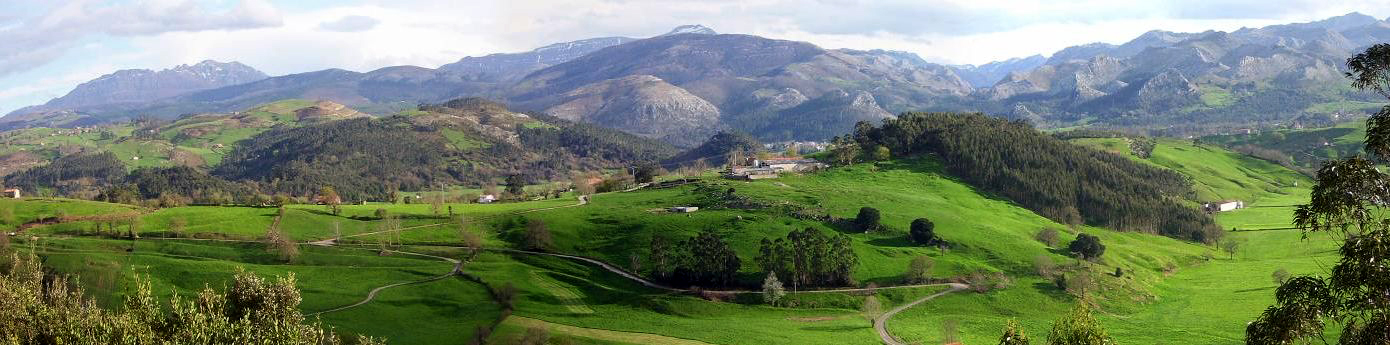
La búsqueda de lugares tranquilos y con una cierta calidad paisajística son las principales razones que llevan a habitantes de áreas urbanas a establecerse en ambientes rurales.

Muchos gobiernos han promovido con políticas el desarrollo de nuevas actividades orientadas al sector rural, mejora de viviendas e infraestructuras, que favorezcan el asentamiento de gente joven, el relanzamiento de la economía rural e impida la despoblación que sufren algunas áreas rurales. En algunas zonas este movimiento neorrural ha originado un cierto freno al despoblamiento y una recuperación económica.
La relación entre los grupos locales y los nuevos vecinos neorrurales no siempre es sencilla, pues la población local puede sentirse "invadida" ante la llegada de personas ajenas a su comunidad que no comparten sus costumbres y valores normalmente más tradicionales; por otra parte, los nuevos vecinos neorrurales pueden sentirse aislados por una comunidad que los ve como ajenos y que no les integra, del mismo modo que no se sienten identificados con una forma de vida muy lejana a la suya. No obstante, en muchos casos la integración es posible pese a la reticencia inicial, y, de hecho, es habitual que finalmente los nuevos habitantes sean el grupo más activo debido a su juventud y entusiasmo y que termine impulsando las acciones económicas y sociales de su entorno, con lo que finalmente acaba siendo no solo aceptado sino también reconocido por la comunidad rural. 
Las nuevas actividades rurales surgidas del turismo rural, artesanía, agricultura ecológica, agroturismo, turismo deportivo o cultural, así como el apoyo que dan las nuevas tecnologías (principalmente Internet) a la deslocalización de ciertas actividades terciarias, favorecen este nuevo neorruralismo y un desarrollo sostenible en espacios rurales en decadencia. 
La llegada de habitantes neorrurales a las pequeñas poblaciones conduce, en muchos casos, a una interdependencia afectiva entre los vecinos recientes y los históricos. Una vez asentadas las nuevas familias, nace el sentimiento generalizado de pertenencia al lugar compartiendo el civitio como identidad indistinguible de la procedencia original. Así, junto al proyecto dinamizador de incipientes proyectos comunitarios, se abren nuevas capacidades vecinales que resultan de la tecnología de la información y las telecomunicaciones. Estas prácticas y procesos desestabilizan parcialmente la jerarquía de escalas que era la expresión de las relaciones de poder del período anterior.
La población de pequeñas localidades asiste a la llegada de nuevos vecinos que buscan una mayor calidad de vida, huyendo del deterioro medioambiental y estresante de las ciudades. Una vez asentados, los grupos neorrurales se integran con los locales, creando una nueva comunidad donde se comparten percepciones, actitudes y valores. Las percepciones de sentimiento civítico como lazo afectivo de identidad con el entorno, las actitudes de participación vecinal como una dimensión de la cultura, y los valores como visión del mundo donde la palabra sistema supone que las actitudes y las creencias están estructuradas, por más que sus conexiones puedan parecer arbitrarias desde un punto de vista impersonal u objetivo.